# Gianfrancesco Lazotti
Gianfrancesco Lazotti est un réalisateur, scénariste et assistant réalisateur italien de télévision et de cinéma. 

## Biographie
Né à Rome en 1957, Gianfrancesco Lazotti étudie au DAMS de Bologne. Il est assistant réalisateur de grands noms du cinéma italien, entre autres, Ettore Scola, Dino Risi et Steno. Il signe de nombreux films publicitaires et se lance dans le long métrage en 1987 avec Il mitico Gianluca, pour la télévision. Il poursuivra avec Schiaffi d'amore, Saremo felici, Lo sbaglio, un sketch du long métrage Corsica, les téléséries Chiara e gli altri (1990), I ragazzi del muretto et Linda e il brigadiere. Il enseigne l'art dramatique et a signé plusieurs documentaires, dont The great carnival of Venice.

## Filmographie
Réalisateur
- 1988 : Saremo felici (it)
- 1988 : Piazza Navona (TV)
- 1989 : Chiara e gli altri (TV)
- 1990 : Roma Roma Roma!
- 1990 : Senator (TV)
- 1991 : Andy e Norman (TV)
- 1991 : I ragazzi del muretto (TV)
- 1992 : Corsica
- 1994 : Même heure, l'année prochaine (Tutti gli anni una volta l'anno)
- 1997 : Misteri di Cascina Vianello (TV)
- 1997 : Linda e il brigadiere (TV)
- 1998 : Le Ragazze di Piazza di Spagna (TV)
- 2000 : Valeria medico legale (TV)
- 2001 : Angelo il custode (TV)
- 2004 : Diritto di difesa (TV)
- 2010 : Dalla vita in poi (it)
- 2016 : La notte è piccola per noi (it)

Scénariste
- 1988 : Piazza Navona (TV)
- 1992 : Corsica
- 1994 : Même heure, l'année prochaine (Tutti gli anni una volta l'anno)

Assistant réalisateur
- 1980 : La Terrazza
- 1983 : Le Bal
- 1987 : Teresa

## Distinctions
- 1995 : Festival du film d'humour de Chamrousse : prix spécial du jury pour Tutti gli anni una volta l'anno[1].